# Giovanni Gussone
Giovanni Gussone, född 8 februari 1787 i Villamaina, Italien, död 14 januari 1866 i Neapel,  var en italiensk botaniker.
Auktorsnamnet Guss. kan användas för Giovanni Gussone i samband med ett vetenskapligt namn inom botaniken; se Wikipediaartiklar som länkar till auktorsnamnet.